# Куфа
Куфа або Ель-Куфа (араб. الكوفة) — місто в Іраку, що має священне значення для мусульман-шиїтів. Куфа лежить приблизно 170 км на південь від Багдада на березі річки Євфрат.
Місто заснували 637 року араби в період, коли вони підкоряли землі імперії Сассанідів. Воно стало столицею третього правовірного халіфа Алі ібн Абу Таліба, а тому є священним для шиїтів. У 680-их куфинці підтримали Хусейна ібн Алі, але потім повернулися проти нього й убили його разом із родиною.
Куфа була столицею Аббасидів до перенесення їхнього правління в Багдад.
Сучасна Куфа злилася в одне місто із Ан-Наджафом.

## Персоналії
- Абу Ханіфа (699—767) — арабський богослов і факіх, відомий своїми числе́нними виступами з питань фікху
- Абу Юсуф (731—798) — арабський правознавець, учень імамів Абу Ханіфи та Маліка ібн Анаса
- Мухаммад аль Фазарі (746—796/806) — мусульманський перекладач, математик, астроном та філософ
- Аль-Кінді (801—873) — арабський філософ, математик, теоретик музики, астроном
- Давуд аз-Загірі (813/824—884) — мусульманський улем, факіх, муджтахід, засновник загірійського мазгаба
- Аль-Мутанаббі (915—965) — арабський поет.